# Meritxell Serret i Aleu
Meritxell Serret i Aleu (Vallfogona de Balaguer, 19 de juny de 1975) és una politòloga i política catalana. Consellera d'Acció Exterior i Unió Europea de l’octubre 2022 fins l’agost de 2024. Diputada al Parlament de Catalunya de març 2021 a octubre 2022. Delegada del Govern davant de la Unió Europea de juny 2018 a març 2021. Consellera d'Agricultura, Ramaderia, Pesca i Alimentació de gener 2016 a octubre 2017, destituïda pel Govern espanyol en aplicació de l'article 155 de la Constitució Espanyola el dia 27 d'octubre de 2017. El 30 d'octubre de 2017 es va exiliar a Brussel·les juntament amb el president Carles Puigdemont i tres consellers més del govern, Clara Ponsatí, Antoni Comín, i Lluís Puig, lloc on va residir fins al dia 11 de març de 2021. En aquella data, va viatjar a Madrid i, després de personar-se al Tribunal Suprem i quedar en llibertat provisional, va tornar a la seva localitat natal. El seu judici va ser el 29 de març de 2023 davant el TSJC, va ser condemnada a un any d’inhabilitació i una multa. Està pendent de resoldre’s el recurs que va presentar i l’aplicació de l’amnistia aprovada el maig de 2024.

## Biografia
És llicenciada en Ciències Polítiques i de l'Administració per la Universitat Autònoma de Barcelona i té un postgrau en Direcció General per la Universitat Oberta de Catalunya. Parla quatre idiomes: català, anglès, francès i castellà. En l'àmbit laboral ha treballat com a directiva a Provedella, centre de promoció de la carn de vedella, en tasques d'organització a la Unió de Pagesos i com a coordinadora tècnica de la Fundació del Món Rural. Va ser regidora de l'Ajuntament de Vallfogona de Balaguer com a independent per Esquerra Republicana de Catalunya. Ha estat membre del secretariat nacional i coordinadora d'incidència política de l'Assemblea Nacional Catalana. Des del 2009 és presidenta de l'Associació Cultural El Xop de Vallfogona de Balaguer.
El 13 de gener de 2016 va ser nomenada consellera d'Agricultura, Ramaderia, Pesca i Alimentació pel president de la Generalitat, Carles Puigdemont. El 14 de gener va prendre possessió del càrrec. El 27 d'octubre de 2017 després que el Parlament de Catalunya proclamés la República Catalana, el Senat va aprovar les mesures proposades pel govern a l'empara de l'article 155 de la Constitució Espanyola, entre les quals la destitució del president de la Generalitat de Catalunya i tot el seu govern de Catalunya, inclosa Meritxell Serret, consellera d'Agricultura, Ramaderia, Pesca i Alimentació. Immediatament després va ser publicat en el Boletín Oficial del Estado. Dies després, el 30 d'octubre del mateix any, Serret va marxar a Brussel·les juntament amb el president Carles Puigdemont i tres consellers més del govern, Clara Ponsatí, Antoni Comín, i Lluís Puig.
A les eleccions al Parlament de Catalunya de 2017 encapçalà la candidatura per Esquerra Republicana de Catalunya - Catalunya Sí a la circumscripció de Lleida, on fou escollida diputada. Va renunciar a l'acta de diputat el 29 de gener de 2018. L'abril del 2018 es va presentar davant les autoritats judicials belgues i va quedar en llibertat sense fiança. El 26 de juny de 2018 va ser nomenada delegada del govern a Brussel·les, substituint Amadeu Altafaj.
L'11 de març del 2021 retornà del seu exili a Bèlgica per a comparèixer voluntàriament davant del Tribunal Suprem d'Espanya acompanyada del seu advocat Iñigo Iruín Sanz. La seva tornada fou segons declaracions de la mateixa Serret per "continuar la lluita política contra la repressió cap a l'independentisme", amb la intenció de poder prendre possessió com a diputada, després d'haver estat elegida en les eleccions del 14 de febrer de 2021.
El 10 d'octubre de 2022 fou nomenada consellera d'Acció Exterior i Unió Europea, en substitució de Victòria Alsina.